# Botryandromyces ornatus
Botryandromyces ornatus är en svampart som beskrevs av I.I. Tav. 1985. Botryandromyces ornatus ingår i släktet Botryandromyces och familjen Laboulbeniaceae.   Inga underarter finns listade i Catalogue of Life.